# Фађано (Ређо Емилија)
Фађано је насеље у Италији у округу Ређо Емилија, региону Емилија-Ромања.
Према процени из 2011. у насељу је живело 363 становника. Насеље се налази на надморској висини од 155 м.